# Sverker I di Svezia
Sverker I il Vecchio, in islandese antico Sörkvir Kolsson, in svedese antico Swærkir konongær gambli (... – 25 dicembre 1156), fu eletto re dai Geati di Östergötland nel 1113, diventando più tardi anche re di Svezia (1130).

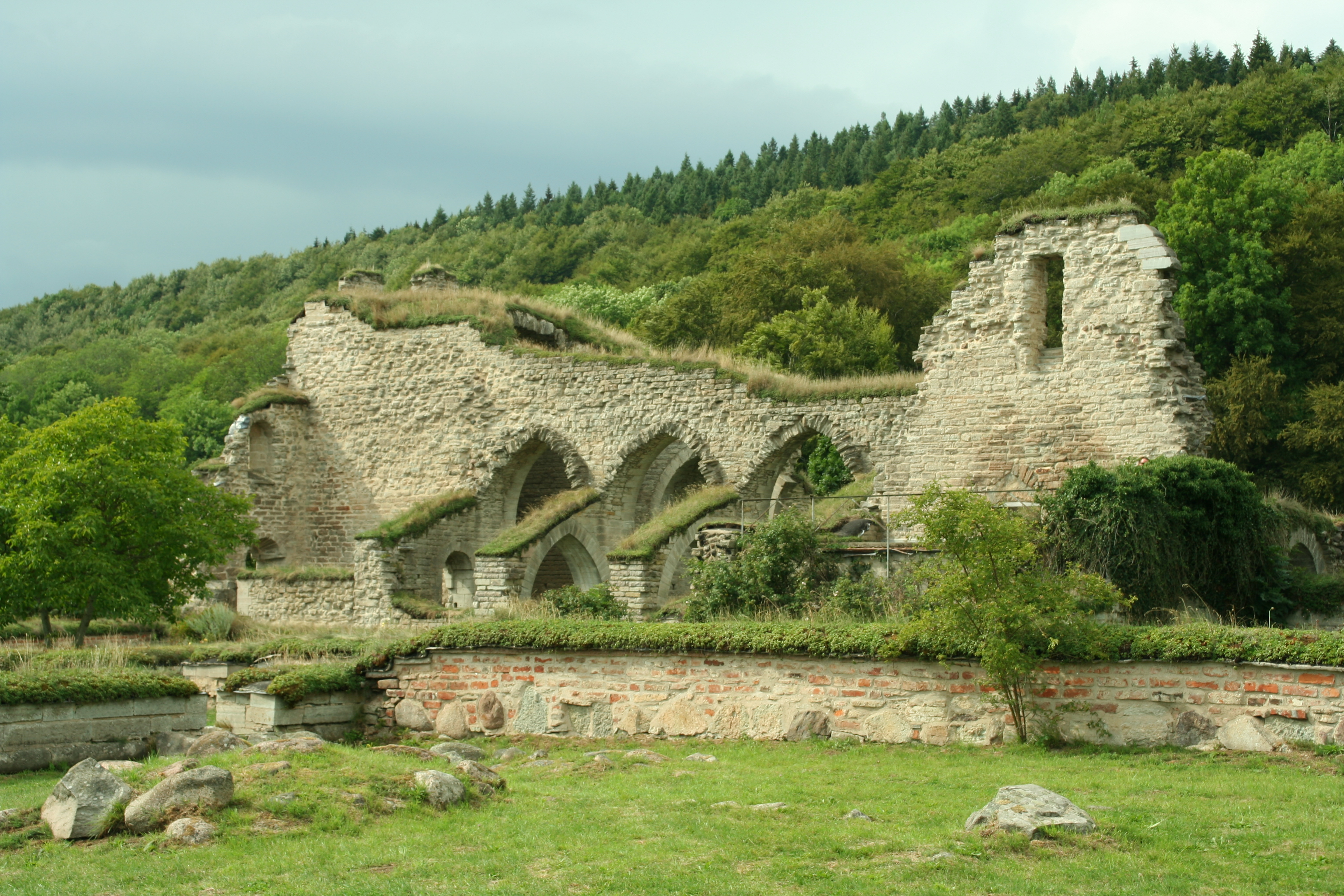
Monastero di Alvastra, dove è sepolto Sverker

La sua genealogia è incerta. Secondo il Västgötalagen (XIII secolo), suo padre si chiamava Cornubae; Olaus Petri (1493-1552), nell'albero genealogico del casato di Sverker, lo fa discendere da Kornike; Johannes Bureus (nella sua opera "Sumlen") fornisce, invece, il nome di Karnuke; secondo lo Skáldatal il nome del padre era Kol e il patronimico Kolsson compare, infatti - riferito a Sverker I - in molte saghe islandesi. Non c'è accordo tra gli storici sulla forma originale del nome paterno, ma sono state suggerite le forme di Korn Ubbe e Col Nuva.
La figura di Sverker è inoltre connessa a quella del sovrano semileggendario Erik Årsäll, indicato da alcune fonti secondarie come padre o nonno di Sverker.

## Biografia
Combatté contro Magnus Nilsson, principe danese che governava il Västergötland, regione conquistata da Sverker, dopo l'espulsione di Magnus.
Sposato tre volte, Sverker I cercò con i matrimoni di rafforzare il suo potere su tutta la Scandinavia, tanto da sposare in prime nozze Ulvhild Håkonsdotter, nobile norvegese vedova del re Ingold II. Con questa unione si rafforzò il legame con la Norvegia. Intorno al 1143 Sverker e sua moglie Ulvhild furono tra i promotori e finanziatori dell'arrivo in Svezia dei primi missionari cistercensi che fonderanno il monastero di Alvastra in un feudo che faceva parte del morgengabio di Sverker a Ulvhild.
Quando, nel 1148, Ulvhild morì, Sverker sposò in seconde nozze Rikissa (Richeza), figlia del re polacco Boleslao III di Polonia e vedova di Magnus Nillson; grazie a questo matrimonio, Sverker fu anche riconosciuto re del Västergötland, regione conquistata dal suo rivale.
A Sverker si deve la costruzione del primo monastero cistercense di Svezia, l'abbazia di Alvastra, fondato nel 1143 e poi dissolto all'epoca della riforma protestante, e di cui rimangono solo alcune rovine.
Nel 1150 Sverker programmò una guerra contro la Danimarca. I risultati furono che Sverker pose Canuto V di Danimarca, figlio di Rikissa e Magnus Nilsson, sul trono danese. Successivamente Sverker diede in sposa una sua figlia a Canuto V, mantenendo così una stretta alleanza con la Danimarca.
Fu assassinato nel 1156 dai suoi stessi uomini mentre si stava recando alla messa nella notte di Natale a Ödeshög. Fu sepolto nel monastero di Alvastra. Sospettato del crimine fu un principe danese pretendente al trono svedese, Magnus Henriksen.

## Figli
Sverker ebbe: 
- da Ulvhild Håkonsdotter quattro figli:
  - Giovanni
  - Carlo futuro re di Svezia.(Carlo VII)
  - Ingergerd.
  - Una figlia dal nome sconosciuto, data in sposa a Canuto V
  - Sune Sik Sverkersson. Probabilmente leggendario. Fonti storiche lo ritengono nonno di Birger Jaral.[senza fonte]
- da Rikissa di Polonia un figlio:
  - Boleslao Sverkersson re del Östergötland, pretendente al trono.
- da una moglie sconosciuta un figlio:
  - Kol Sverkersson, re del Östergötland insieme al fratellastro, Boleslao, e pretendente al trono svedese.